# Crédit Mutuel
Crédit Mutuel, «Креди Мютюэль» — французский финансовый конгломерат. Предоставляет банковские и страховые услуги, а также услуги по управлению активами.

## История
Первые взаимные банки начали появляться в Германии в середине XIX века по принципам, выдвинутым Фридрихом Вильгельмом Райффайзеном. Во Франции первый такой банк начал работу в 1882 году в Эльзасе. Первоначально такие банки классифицировались как неприбыльные организации, законом от 1947 года им был дан статус кооперативных банков. На основе устава, принятого в 1958 году, была создана конфедерация взаимных банков Crédit Mutuel, то есть «взаимный кредит». В 1998 году Министерством финансов группе было продано 67 % Union Européenne de CIC, что вывело Crédit Mutuel в число крупнейших банков Франции.
В 2008 году Crédit Mutuel за 5,2 млрд евро приобрёл розничную сеть Citigroup; сеть обслуживала 3 млн клиентов, занимая 7 % банковского рынка страны. Сеть была переименована в Targobank и в 2010 году начала распространяться и в Испании. В 2009 году был куплен банк Cofidis. К 2014 году Crédit Mutuel был представлен в 13 странах Европы.

## Деятельность
Сеть взаимной банковской группы насчитывает 2089 местных банков у которых в сумме 5433 отделения, обслуживающих 36,4 млн клиентов; 8,1 млн клиентов являются совладельцами группы.
Более половины активов составляют выданные кредиты, 530,6 млрд из 1,022 трлн евро активов в 2020 году; 185,9 млрд евро приходится на инвестиции страховых активов, 129,8 млрд евро составили наличные и балансы в центральных банках. Размер принятых депозитов составил 522,1 млрд евро.
В структуре выручки из 17,5 млрд евро 8,4 млрд составил чистый процентный доход (15,6 млрд доход, 7,2 млрд расход); чистый доход от страховой деятельности составил 3,3 млрд евро.
Основным регионом деятельности является Франция, дающая 13,8 млрд из 15,6 млрд евро выручки, ещё 1,7 млрд приходится на Германию; далее в порядке убывания значимости следую Бельгия, Испания, Люксембург, Португалия, Швейцария, США, Сингапур, Италия, Великобритания, Венгрия и Чехия.